# Забродье (Черноборский сельсовет)
Забро́дье (бел. Заброддзе) — деревня в составе Черноборского сельсовета Быховского района Могилёвской области Республики Беларусь.
Ранее входила в состав упразднённого Глухского сельсовета.

## Население
- 2010 год — 3 человека